# Turnierhundsport
Der Turnierhundsport (THS) ist eine Hundesportart, die Hund und Mensch gemeinsam ausführen.  Die bekanntesten Varianten sind der Vierkampf 1-3 und der Geländelauf. Weitere Varianten des Turnierhundsportes sind: Combinations-Speed-Cup(CSC), K.O. Cup, Shorty und Hindernislauf. In Österreich wird der Turnierhundsport auch als Breitensport bezeichnet, im VDH werden Turnierhundsport-Veranstaltungen  entweder als Leichtathletik mit Hund oder als Breitensport mit Hund durchgeführt.

## Vierkampf

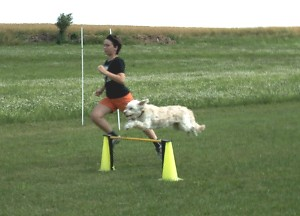
Hürdenlauf

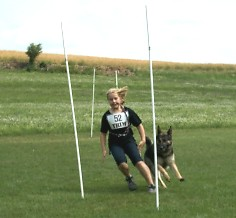
Slalomlauf

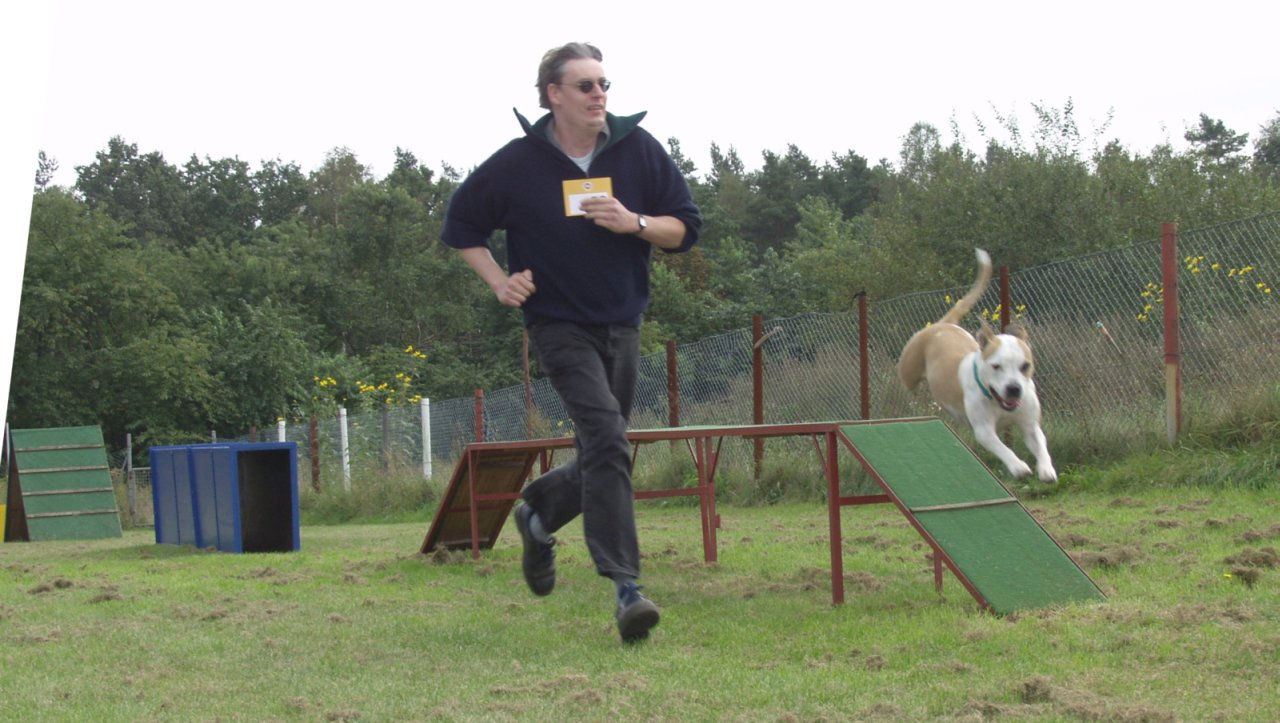
Hindernislauf – Laufdiele

Der Vierkampf besteht aus folgenden Wettkampfteilen: Gehorsamsübung, Hürdenlauf, Slalom und Hindernislauf. Es gibt 3 Leistungsklassen (VK1, VK2 und VK3).
In der Unterordnung des Vierkampfes 1 wird ein verkürztes Schema der Begleithundprüfung gezeigt. In den technischen Übungen sind wie bei der Begleithundprüfung „Sitz“ und „Platz“ mit Herankommen zu zeigen, jedoch ohne Ablegen des Hundes unter Ablenkung und ohne Gruppe. Beim Vierkampf 2 müssen alle Übungen „in Freifolge“ (ohne Leine) gezeigt werden. Das Schema gleicht der Begleithundprüfung.
Der Hund muss zusätzlich aus der Bewegung in das „Steh“ gebracht werden.
Der Vierkampf 3 ähnelt im Schema dem Vierkampf 2. Jedoch sind bei den technischen Übungen die „Platz“– und „Steh“-Position aus einem Laufschritt zu zeigen.

### Hürdenlauf
Beim Hürdenlauf springt der Hund auf einer Laufstrecke von 60 Metern (Vierkampf 1 + 2) gemeinsam mit dem Hundeführer über vier 30 cm hohe (je nach Altersklasse des Hundeführers) und 2 m breite Hürden, dabei muss der Hundeführer immer parallel nebenherlaufen. Nach 30 m steht eine Wendestange die gemeinsam mit dem Hund umlaufen werden muss.
Beim Vierkampf 3 beträgt die Laufstrecke insgesamt 80 Meter (mit Wendepunkt nach 40 Metern) und beinhaltet 6 Hürden.
Die Bewertung erfolgt nach Laufzeit und Fehlerpunkten. Wird die Übung „in Freifolge“ gezeigt, gibt es beim Vierkampf 1 10 zusätzliche Punkte. Ab Vierkampf 2 muss alles in Freifolge gezeigt werden.

### Slalom
Der Slalom erstreckt sich über eine Strecke von 65, 70 oder 75 Metern (Vierkampf 1,2,3). Hundeführer und Hund müssen dabei insgesamt 7 Stangentore durchlaufen (Start- und Zieltor und 5 weitere Tore, die im „Zick-Zack-Kurs“ aufgestellt sind. Dabei kann der Hund mit oder ohne Leine geführt werden (Vierkampf 1). Aber auch hier gibt es 10 zusätzliche Punkte, wenn der Hund unangeleint geführt wird. Beim Auslassen der Tore gibt es Strafpunkte.

### Hindernislauf
Der Hindernislauf ähnelt in einzelnen Teilen etwas dem Agility, jedoch durchläuft hier der Hund eine immer gleiche Hindernisbahn, der Hundeführer läuft immer rechts. (Laufstrecke 75 m mit 8 verschiedenen Hindernissen) 2 Durchgänge
Einzelne Hindernisse: Hürde 50 cm / Schrägwand (0,80 m hoch / 1,50 m lang / 1,00 m breit) / Tunnel 3,50 m / Laufdiele 4,50 m / Tonne 0,8 m Durchmesser / Reifen / Hoch-Weitsprung (1 m weit, 1 m breit, 30 cm Höhe) / Hürde 50 cm

## Geländelauf

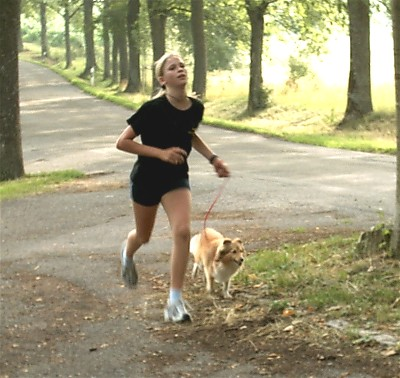
Geländelauf

Unabhängig davon gibt es noch einen Geländelauf über 1000, 2000 oder 5000 m. Der Hund muss dabei angeleint sein. Dabei wird es nicht als fehlerhaft gewertet, wenn der Hund den Menschen zieht. Früher unterschied man zwischen GL (Geländelauf) und GL+. Beim Geländelauf+ wurde der Hund an einem Geschirr geführt und war durch eine vorgeschriebene Leine mit Panikhaken mit dem Läufer, der einen Laufgurt tragen musste, verbunden. Heute ist es dem Läufer überlassen, ob er den Hund wie ehemals bei GL+ oder mit einer in der Hand gehaltenen Leine mit sich selbst verbindet. Die Mehrheit der Läufer orientiert sich inzwischen aber am Canicross im Bezug auf Zuggeschirre, Bauchgurte und Leinen.
In weiteren Teilen Europas wird der Geländelauf als eigenständige Sportart betrieben. Der Begriff Canicross kommt hier aus Frankreich und CaniX wird in Großbritannien verwendet.
Im Jahr 2016 darf im Deutschen Verband der Gebrauchshundsportvereine, als Pilotprojekt, ebenfalls im Dogscooter gestartet werden.

## Breitensport Wettbewerbe
Es ist ebenfalls möglich im Breitensport zu starten. Hier ist keine Begleithundeprüfung erforderlich.
Der Breitensport besteht aus:
- Hindernislauf
- Shorty
- Dreikampf (Es gibt wie beim Vierkampf 3 Leistungsklassen (DK1, DK2 und DK3). Der Dreikampf ist identisch zum Vierkampf, aber jeweils ohne Unterordnungsteil.)
- K.O. Cup

## Sprint-Vierkampf
Seit 2022 gibt es als weitere Variante den Sprint-Vierkampf. Dieser besteht aus den Disziplinen Hürdenlauf, Slalom und Hindernislauf entsprechend des VK3. Diese werden jedoch alle lediglich einmal durchgeführt. Als vierte Disziplin gibt es einen Geländelauf von 1000 m. Dieser kann je nach Wetterbedingungen als erste oder letzte Disziplin durchgeführt werden. Als letzte Disziplin kann der Geländelauf auch als Verfolgungsrennen durchgeführt werden. 